# 紐賓士域省律師會
紐賓士域省律師會（英語：Law Society of New Brunswick）是負責規管加拿大紐賓士域省法律專業的法定機構。
紐賓士域省律師會是加拿大律師會聯合會的成員，該聯合會由14個省及地區的律師會組成，負責管限加拿大的法律專業。

## 歷史
1846年，該律師會成立為法團，初名Barristers' Society。

## 職分
該會的宗旨及職責是：
1. 維持和保護司法工作中的公眾利益；
2. 維持和保護所有人的權利及自由；
3. 確保其會員的獨立性、正直操守及信譽；
4. 制定會員及會員申請人的教育、專業責任及能力標準；
5. 規管法律專業。[2]

## 外部連結
- Law Society of New Brunswick （页面存档备份，存于）
- , Department of Justice (Canada),   [2018-10-13], （原始内容存档于2013-04-19）